# Buduk
Buduk is een bestuurslaag in het regentschap Badung van de provincie Bali, Indonesië. Buduk telt 8060 inwoners (volkstelling 2010).